# 王舒
王舒（260年代—333年7月24日），字處明，琅琊臨沂人。東晉初年掌權士族琅琊王氏的一員，丞相王導及權臣王敦的堂弟。西晉光祿大夫王覽之孫，父親為西晉侍御史王會。王舒在為東晉平定初年發生的兩場動亂都有助力。

## 生平
王敦在年輕時就了解王舒的才能，但王舒因西晉晉惠帝即位後發生連串事件，局勢不穩，故此不建立名聲，留在家中潛心學習直到四十多岁。

### 隨族南渡
永嘉元年（307年），琅琊王司馬睿南渡長江，移鎮建業，王舒亦與家族一同南遷。王舒南遷後參鎮東軍事，出任溧陽縣令。後獲任命為東中郎將司馬紹（即後來的晉明帝）的司馬。及後任後將軍、宣城公司馬裒的諮議參軍。建武元年（317年），司馬裒封琅琊王，並升任車騎將軍，移鎮廣陵，又以王舒任車騎司馬。同年司馬裒死，王舒以北中郎將，監青徐二州軍事，代司馬裒鎮當地。後先後轉任少府、廷尉。

### 王敦之亂
王敦之亂期間，王敦一度掌權朝政，在太寧元年（323年），王敦表王舒為鷹揚將軍、荊州刺史、領護南蠻校尉、監荊州沔南諸軍事，以圖加強王氏家族的力量，助他篡奪皇位。同時王舒從兒子王允之口中得知王敦和錢鳳等人的篡位計劃，告知晉明帝作準備。次年，王敦病死，錢鳳、王含、沈充等人亦被晉軍擊敗，王含和其子王應投奔王舒，王舒則派軍令他們在長江中溺死。不久，陶侃就代替王舒任荊州刺史，改任安南將軍、廣州刺史。但王舒因病而不想遠行到嶺南地方，而朝中亦認為他有功，不應遠出，故此改調為湘州刺史。後來入朝任尚書僕射。

### 蘇峻之亂
咸和二年（327年），庾亮打算徵召歷陽內史蘇峻，以求盡早消除這一禍患。司徒王導認為這極危險，於是讓王舒出任撫軍將軍、會稽內史，作為外援。同年蘇峻不應命，並聯結鎮西將軍祖約進攻建康，王舒於是受詔行揚州刺史事。次年蘇峻攻陷建康，吳國內史庾冰亦因抵擋不住蘇峻軍進攻而棄郡來投。王舒後收到王導以太后詔諭為名的密令，要三吳人起兵勤王，於是派庾冰和謝藻率一萬兵渡浙江，吳興太守虞潭、吳國內史蔡謨和前義興太守顧眾都響應，亦起兵討伐蘇峻。及後庾冰等軍與蘇峻所派的張健、弘徽等人多次作戰，期間互有勝負，因一些戰事失利而令吳郡及吳興多個縣被掠，王舒於是派王允之行揚烈將軍，與徐遜、陳孺等將領以輕兵於武康突襲蘇峻軍，後即收取戰利品協助虞潭，更擊退從宣城來侵的蘇峻將領韓晃。
同年冬，蘇峻墮馬被殺，溫嶠於是設立行臺，並以王舒監浙江東五郡軍事。王舒亦派兵平定次年蘇逸於石頭城兵敗後東逃的殘餘力量。
蘇峻之亂平定後，王舒因功彭澤縣侯。咸和八年六月甲辰日（333年7月24日），王舒逝世，朝廷追贈車騎大將軍、儀同三司，諡穆侯。

## 逸事
王舒獲任命為會稽內史時，就以避父親王會名諱而拒絕，朝廷雖然以會稽與王會的會雖然同形但不同音而認為沒問題，但王舒堅持不能同字，請求改任他郡。最終改會稽為鄶稽，王舒才不得已只得上任。

## 家庭

### 夫人
- 刘氏，右将军刘某之女[4]

### 子女
- 王晏之，王舒長子，蘇峻之亂時任護軍將軍庾亮的參軍，因而被殺害。
- 王允之，王晏之弟，知名，官至衛將軍、會稽內史。

## 延伸阅读
[在维基数据编辑]
 《晉書·卷076》，出自房玄齡《晉書》

### 書目
- 《晉書·王舒傳》
- 《資治通鑑》卷九十三至九十五